# Innamincka
Innamincka är kommunhuvudort i Australien. De ligger i delstaten South Australia, omkring 830 kilometer norr om delstatshuvudstaden Adelaide. Antalet invånare är 129.
Trakten runt Innamincka är nära nog obefolkad, med mindre än två invånare per kvadratkilometer..
Omgivningarna runt Innamincka är i huvudsak ett öppet busklandskap. Genomsnittlig årsnederbörd är 237 millimeter. Den regnigaste månaden är mars, med i genomsnitt 67 mm nederbörd, och den torraste är oktober, med 1 mm nederbörd.